# Chó đuôi cuộn
Chó đuôi cuộn hay còn gọi là Spitz là tên của một nhóm gồm có khoảng 56 giống chó, chó trong nhóm này thường có lông dài, trắng hoặc một phần trắng, tai và mõm nhọn, phần đuôi thì hầu hết là cuộn trên lưng. Trong nhóm này thì có khoảng 25 giống chó có ngoại hình trông rất giống nhau, mang hình dáng giống như Siberian Husky hoặc Alaskan Malamute và lớn nhất là loài Akita Inu.

## Các loài
| Akita Inu                   |                                                    |
| Alaskan Husky               |                                                    |
| Alaskan Klee Kai            |                                                    |
| Alaskan Malamute            |                                                    |
| American Akita              |                                                    |
| American Eskimo Dog         |                                                    |
| Chó bắc hà                  |                                                    |
| Black Norwegian Elkhound    |                                                    |
| Chó Canaan                  |                                                    |
| Canadian Eskimo Dog         |                                                    |
| Cardigan Welsh Corgi        |                                                    |
| Chinook                     |                                                    |
| Chow Chow                   |                                                    |
| Chó kéo xe Chukotka         |                                                    |
| Czechoslovakian Wolfdog     |                                                    |
| East Siberian Laika         |                                                    |
| Eurasier                    |                                                    |
| Finnish Lapphund            |                                                    |
| Chó săn Phần Lan            |                                                    |
| German Spitz                |                                                    |
| Greenland Dog               |                                                    |
| Chó tóc bob của người Hmong |                                                    |
| Hokkaidō                    |                                                    |
| Chó chăn cừu Iceland        |                                                    |
| Indian Spitz                | Tập tin:Greater indian Un chien Spitz allemand.jpg |
| Jämthund                    |                                                    |
| Japanese Spitz              |                                                    |
| Kai Ken                     |                                                    |
| Karelian Bear Dog           |                                                    |
| Keeshond                    |                                                    |
| Kintamani                   |                                                    |
| Kishu                       |                                                    |
| Korean Jindo Dog            |                                                    |

| Labrador Husky            |                                            |
| Lapponian Herder          |                                            |
| Mackenzie River Husky     |                                            |
| Norrbottenspets           | Tập tin:Nordic Un chien Spitz allemand.jpg |
| Northern Inuit Dog        |                                            |
| Norwegian Buhund          |                                            |
| Norwegian Elkhound        |                                            |
| Norwegian Lundehund       |                                            |
| Nureongi                  |                                            |
| Pembroke Welsh Corgi      |                                            |
| Chó Phốc sóc              |                                            |
| Pungsan                   |                                            |
| Russo-European Laika      |                                            |
| Con chó Ryukyu            |                                            |
| Sakhalin Husky            |                                            |
| Salish Wool Dog (extinct) |                                            |
| Samoyed                   |                                            |
| Seppala Siberian Sleddog  |                                            |
| Chó Sa Bì                 |                                            |
| Shiba Inu                 |                                            |
| Shikoku                   |                                            |
| Siberian Husky            |                                            |
| Swedish Lapphund          |                                            |
| Swedish Vallhund          |                                            |
| Swedish White Elkhound    |                                            |
| Tamaskan Dog              |                                            |
| Thai Bangkaew Dog         |                                            |
| Volpino Italiano          |                                            |
| West Siberian Laika       |                                            |
| Yakutian Laika            |                                            |